# Augustine Gottis
Augustine Gottis (1776 - Paris, 26 décembre 1857) est une romancière française de la première moitié du XIXe siècle, spécialisée dans l'écriture de romans biographiques et historiques.

## Éléments biographiques
La vie d'Augustine Gottis est très mal connue. Comme le note Francesco Schiariti, qui s'est essayé à une enquête biographique : « Son nom ne figure pas parmi ceux cités par les mémoires aristocratiques du temps, elle n’a pas publié d’œuvres mémorielles, ses paratextes sont inexistants. Elle est suffisamment importante, en tant que romancière, pour que son nom et une partie de ses œuvres soient relevés dans différents dictionnaires et bibliographies, sans qu’elle fasse l’objet d’une biographie détaillée ».
Les notices qui lui sont consacrées, par exemple dans les ouvrages de référence de Joseph-Marie Quérard, Louis-Gabriel Michaud ou Louis-Marie Prudhomme, dans la Biographie nouvelle des contemporains ou le Dictionnaire de biographie française, se limitent pour l'essentiel à lister ses publications.
Augustine Elisabeth Gottis naît en 1776 au sein d'une famille de la bourgeoisie parisienne. Elle est la fille de Jacques Barthélemy Jules Gottis, bourgeois de Paris et de son épouse Reine Henriette Elisabeth Courtonne. L'un de ses frères, Jean-Baptiste Gottis (1779-1863), aide de camp du maréchal Berthier lors des campagnes de 1806 et 1809, capitaine de la Garde nationale, fait carrière au ministère de la Guerre et est fait chevalier de la Légion d'honneur en 1826,. Un autre frère disparaît au cours de la Retraite de Russie (1812).
En 1817, sa notoriété est telle qu’elle est admise auprès de la duchesse d’Angoulême pour présenter son dernier ouvrage.
Augustine Gottis meurt à Paris, dans l'ancien 12e arrondissement, le 26 décembre 1857,.

## L'œuvre

### Réception, influence et postérité
| Rang | Romanciers |
| ---- | --- |
| 1    | - Félicité de Genlis - Walter Scott                                                                                  |
| 2    | - Isabelle de Montolieu - Élisabeth Guénard - Adélaïde de Souza - Sophie Cottin                                      |
| 3    | - Pigault-Lebrun - August Lafontaine                                                                                 |
| 4    | - Marie-Adélaïde Barthélemy-Hadot - Ann Radcliffe                                                                    |
| 5    | - James Fenimore Cooper - François Guillaume Ducray-Duminil - Augustine Gottis - Charles-Victor Prévost d'Arlincourt |
| 6    | - Victor Ducange - Théophile Dinocourt - Paul de Kock - Louis-Benoît Picard                                          |
| 7    | - Félicité de Choiseul-Meuse                                                                                         |

Bien que totalement oubliées au XXIe siècle, Augustine Gottis et son œuvre ont connu au début du XIXe siècle une popularité certaine.
Françoise Parent-Lardeur, dans le cadre de son étude sur les cabinets de lecture parisiens entre 1815 et 1830, a compilé une liste des romanciers les plus populaires, d'après les données fournies par 80 catalogues de cabinets de lecture de Paris conservés à la Bibliothèque Nationale de France. Augustine Gottis y figure en bonne place, loin derrière Félicité de Genlis, Walter Scott, ou même Sophie Cottin, mais au même rang que James Fenimore Cooper et le vicomte d'Arlincourt.
Cette popularité d'Augustine Gottis dans les cabinets de lecture de la capitale se confirme aussi en province, par exemple en Bretagne et dans la région de Bordeaux.
Voici comment un contemporain, l'auteur du Dictionnaire des gens de lettres vivants (1826), rend compte de ce succès :
« Les compositions de cette dame, remplies de facilité et de grâce, lui ont acquis une certaine célébrité dans le roman; et s'il vous arrive de rester quelques instants dans un cabinet de lecture à l’abonnement au mois, bientôt vous voyez une foule de femmes de chambre qui, prêtes à partir pour la campagne, demandent pour leurs maîtresses du Gottis! du Gottis!... Et pourquoi donc cette vogue ?... Pourquoi! Parce que madame Gottis, à l'exemple de la grande surintendante de romans historiques, madame de Genlis, madame Gottis, dis-je, en fait aussi : tels sa Catherine Ire, son Ermance de Beaufremont, François Ier et Mme de Châteaubriand, la jeune fille, le jeune Loys, Marie de Clèves, Marie de Valmont, et une quantité d'autres illustres infortunés, décédés depuis une bagatelle de trois à quatre cents ans, et dont madame Gottis rajuste les os et les parures gothiques, pour la plus grande satisfaction des petites-maîtresses désœuvrées à la campagne. (...) La femme de chambre met le tout dans le grand panier de la calèche avec la poupée de la petite fille et les pantoufles de monsieur: le Frontin en fait ses délices, quand son maître est à la chasse, ou sa maîtresse au bain. Hélas! fatal destin des grandeurs littéraires! Trop souvent le roman historique, d'abord si bien choyé, placé ou sous le traversin de la bergère, ou sous l'oreiller nocturne, se voit s'arracher en lambeaux qui deviennent d'insultantes papillottes; et jusqu'aux gravures, grands foyers de terreur en taille-douce, la bonne sacrilège est assez vandale pour les donner aux enfants comme des images! »
.

### Liste

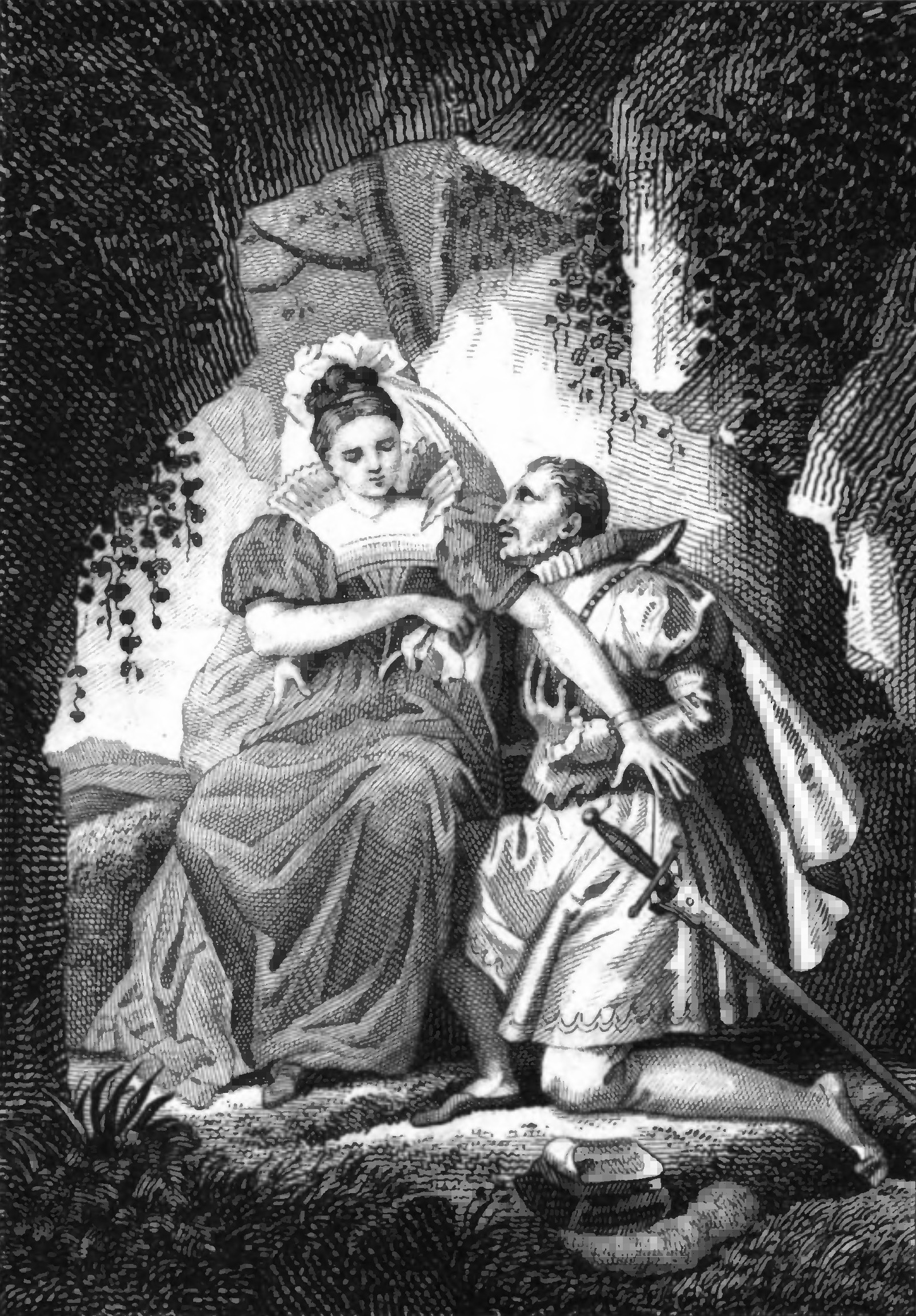
Le roi François Ier suppliant sa maîtresse Françoise de Foix, comtesse de Châteaubriant, de ne pas le quitter, illustration pour le roman François Ier et Madame de Chateaubriand (1816)

#### Romans
- Marie de Valmont, Paris, Maradan, 1812 (publié sous le nom d'Augustine Degotty) [lire en ligne]
- François Ier et Madame de Chateaubriand, Paris, Alexis Eymery 1816, 2 vol. [lire en ligne : vol. 1] [vol. 2] Nombreuses rééditions. Traduit en néerlandais en 1819[17].
- Le Jeune Loys, prince des Francs, ou Malheurs d'une auguste famille, Paris, Alexis Eymery, 1817, 4 vol. [lire en ligne : vol. 1] [vol. 2] [vol. 3] [vol. 4] Traduit en néerlandais en 1820[18].
- Ermance de Beaufremont, comtesse de Gatinois, chronique du IXe siècle, Paris, Alexis Eymery, 1818, 2 vol. [lire en ligne : vol. 1] [vol. 2] Réédité à Bruxelles en 1828[19] et 1843[20].
- La Jeune fille, ou Malheur et vertu : suivie du Sultan et l'Arabe, nouvelle, Paris, Vve Lepetit, 1818, 2 vol. [lire en ligne : vol. 1] [lire en ligne : vol. 2] Traduit en suédois en 1823[21].
- Catherine Ire, impératrice de toutes les Russies, Paris, Arthus Bertrand, 1819, 5 vol. [lire en ligne : vol. 1] [vol. 2] [vol. 3] [vol. 4] [vol. 5]
- Marie de Clèves, princesse de Condé : suivie de Valentine de Milan : anecdote du XVe siècle, Paris, Chez Lecointe et Durey, 1821, 3 vol. [lire en ligne : vol. 2] [vol. 3]
- Jeanne d'Arc, ou l'Héroïne française, Paris, Arthus Bertrand, 1822, 4 vol. [lire en ligne (vol. 1 à 3 seulement)] Reprend la thèse de Pierre Caze faisant de Jeanne d'Arc la fille bâtarde d'Isabeau de Bavière et de Louis d'Orléans[22],[23],[24].
- L'Abbaye de Sainte-Croix, ou, Radegonde, reine de France, Paris, Lecointe et Durey, 1823, 5 vol. [lire en ligne]
- Robert de France, ou l'Excommunication, Paris, J.-G. Dentu, 1826, 4 vol. [lire en ligne] Traduit en allemand en 1827[25].
- Isabella, ou les Maures en France, Paris, Dumont, 1835, 4 vol. [lire en ligne]
- Une maîtresse de François Ier, Paris, Berquet et Pétion, 1838, 2 vol.
- Le Tasse et la princesse Éléonore d'Est [sic], roman historique, Paris, Berquet et Pétion, 1841, 2 vol. [lire en ligne] Traduit en allemand[26] et en italien (2 traductions différentes[27],[28]) en 1842.
- Charlemagne, roman historique, Paris, Dolin, 1845, 2 vol.

#### Contes et nouvelles
- Contes à ma petite nièce, suivis de : Paresse et travail, Précipitation et lenteur, contes par Miss Edgeworth, Paris, A. Eymery, 1821, 2 vol. Dédié à sa nièce Alphonsine Gottis. Seconde édition augmentée en 1829.
- La Tour de Bramafan, ou, Le cri de la faim : et Deuterie : Lampagie et Monouz : Charles III : Régine de Roche-Brune : Childério et Néliska : Chroniques françaises, Paris, A. Boulland et Cie, 1824, 3 vol. [lire en ligne]
- Nouveaux contes à ma petite nièce, Paris, Fruger et Brunet, 1836. [lire en ligne]  — Dédié à sa nièce Virginie Gottis.

#### Autres
- Matilde[29], drame historique en 3 actes, représenté pour la première fois au théâtre de l'Odéon le 8 septembre 1814[30]
- Le Vœu de la France exaucé, fragmens composés pour la naissance de S. A. R. Mgr le duc de Bordeaux, Paris, Hubert, 1820. [lire en ligne]
- Morale des jeunes princes, ou Pensées de Marie Leckzinska, reine de France, Paris, Eymery, 1828, 2 vol. [lire en ligne : vol. 1] [vol. 2] Selon une source italienne, la duchesse de Gontaut, gouvernante des Enfants de France, aurait autorisé l'ouvrage à paraître « sous les auspices » de Louise d'Artois[31].Réédité sous le titre Contes à mon neveu, tirés d'un choix des plus belles maximes de morale[2], Paris, Eymery, Fruger & Cie, 1829, 2 vol.
- Un ange, stances, Paris, Imprimerie de P. Renouard, 1841.